# Atelinae
Gli Atelini (Atelinae) sono una sottofamiglia di scimmie del Nuovo Mondo diffuse in America Centrale e Meridionale.
Con quattordici specie, questi animali sono diffusi dal Messico sud-orientale al Brasile centrale ed alla Bolivia settentrionale.
Sono tutti animali diurni ed arboricoli: caratteristica comune a tutte le specie è la coda lunghissima e prensile, utilizzata come quinto arto, che può tranquillamente sostenere l'intero peso corporeo e permette a questi animali di muoversi fra gli alberi tramite brachiazione, a differenza delle affini scimmie urlatrici che, pur potendo utilizzare questo tipo di locomozione, tendono a camminare sulle quattro zampe.

Alla sottofamiglia appartengono le specie di maggiori dimensioni fra le platirrine, le scimmie ragno del genere Brachyteles, con più di un metro e mezzo di lunghezza ed un peso di 11 kg: si contendono il primato di scimmia più grande del Nuovo Mondo come alcune specie di scimmia urlatrice

Hanno abitudini sociali e si nutrono principalmente di materiale vegetale, anche se all'occorrenza non disdegnano di integrare la propria dieta con insetti.
Il loro tasso riproduttivo è molto basso: la femmina si riproduce solo una volta ogni due-quattro anni. Ciò ha causato il declino di molte specie, che non sono riuscite a far fronte con successo alla caccia ed al disboscamento, e per questo vessano al giorno d'oggi in condizioni critiche.

## Tassonomia
Alla sottofamiglia vengono ascritte le varie specie di scimmia ragno e scimmia lanosa.
- Famiglia Atelidae
  - Sottofamiglia Atelinae
    - Genere Ateles
    - Genere Brachyteles
    - Genere Lagothrix
    - Genere Oreonax
    - Generi estinti
      - Caipora
      - Protopithecus
      - Stirtonia
      - Solimoea